# Koera-Arasvlakte
De Koera-Arasvlakte (Azerbeidzjaans: Kür-Araz ovalığı) is een uitgestrekt laagland in het centrale deel van Azerbeidzjan en een klein deel in Noordwest-Iran, aan de benedenloop van de rivieren Koera en Aras.

## Geografie
Het laagland ligt aan de westkust van de Kaspische Zee en maakt deel uit van het Aral-Kaspische laagland. Het laagland heeft een karakteristieke vorm van de twee brede valleien van de rivieren Koera en haar belangrijkste zijrivier de Aras die in het oosten samenkomen. De noordelijke arm van het laagland, de Koera-vallei, is breder en lager dan de zuidelijke, de Aras-vallei. Naar het oosten daalt het laagland en gaat over in het Kaspische laagland, aan de oevers van de Kaspische Zee. De lengte is ongeveer 250 km, de breedte is ongeveer 150 km en neemt voortdurend toe als gevolg van erosieprocessen. Ten noorden van de Koera-Arasvlakte bevindt zich de Grote Kaukasus, in het westen de Kleine Kaukasus, in het zuiden het Talyshgebergte. Ook naar het zuiden ligt het Lankaran-laagland, dat reikt tot de Azerbeidzjaanse stad Astara.

## Toponymie
Afzonderlijke delen van het laagland hebben hun eigen naam vanwege historische en culturele verschillen: het Karabach-laagland, de Milvlakte, de Moeganvlakte en de Shirvan-vlakte.

## Geologie
De Koera-Arasvlakte is een alluviaal-accumulatieve vlakte.

## Landschap
Steppelandschappen van de droge subtropen overheersen. Op serozem en grijsbruine, vaak zoute gronden komen alsem en alsem-zoutkruid-associaties voor, op donker-grijsbruine bodems vindt men gras-alsem, borodatsjov-associaties. In het oosten zijn er kwelders en moerassen. In de uiterwaarden van de rivieren groeien wilg, populier en iep.

## Archeologie
De Koera-Araxescultuur was een archeologische cultuur die wijdverspreid was in het West-Azië van het 4e - begin 3e millennium voor Christus. Het huidige Azerbeidzjan, Armenië, Georgië, Oost-Turkije en Noord-Iran werden beïnvloed door deze cultuur.

## Economisch belang
Op de geïrrigeerde gronden worden granaatappels, mandarijnen, dadels, zoete kersen en feijoa verbouwd. Bijna de helft van het bouwland van Azerbeidzjan is geconcentreerd in de Koera-Arasvlakte, de graanschuur van het land.
- Virtual International Authority File: 315164151